# Коррой
Коррой (англ. Corroy; ирл. Corr Ruadh) — деревня в Ирландии, находится в графстве Мейо (провинция Коннахт) у трассы R310.